# فوکر ای.۴
فوکر ای.۴ (انگلیسی: Fokker E.IV) یک هواپیمای ساخت فوکر است .